# Syagrus ruschiana
Espèce
Synonymes
- Arikuryroba ruschiana (Bondar) Toledo[1]
- Cocos ruschiana Bondar[1]

Statut de conservation UICN

 LC  : Préoccupation mineure
Syagrus ruschiana est une espèce de plantes de la famille des Arecaceae.

## Publication originale
- Rhodora 65: 261. 1963.